# Feminització de la pobresa

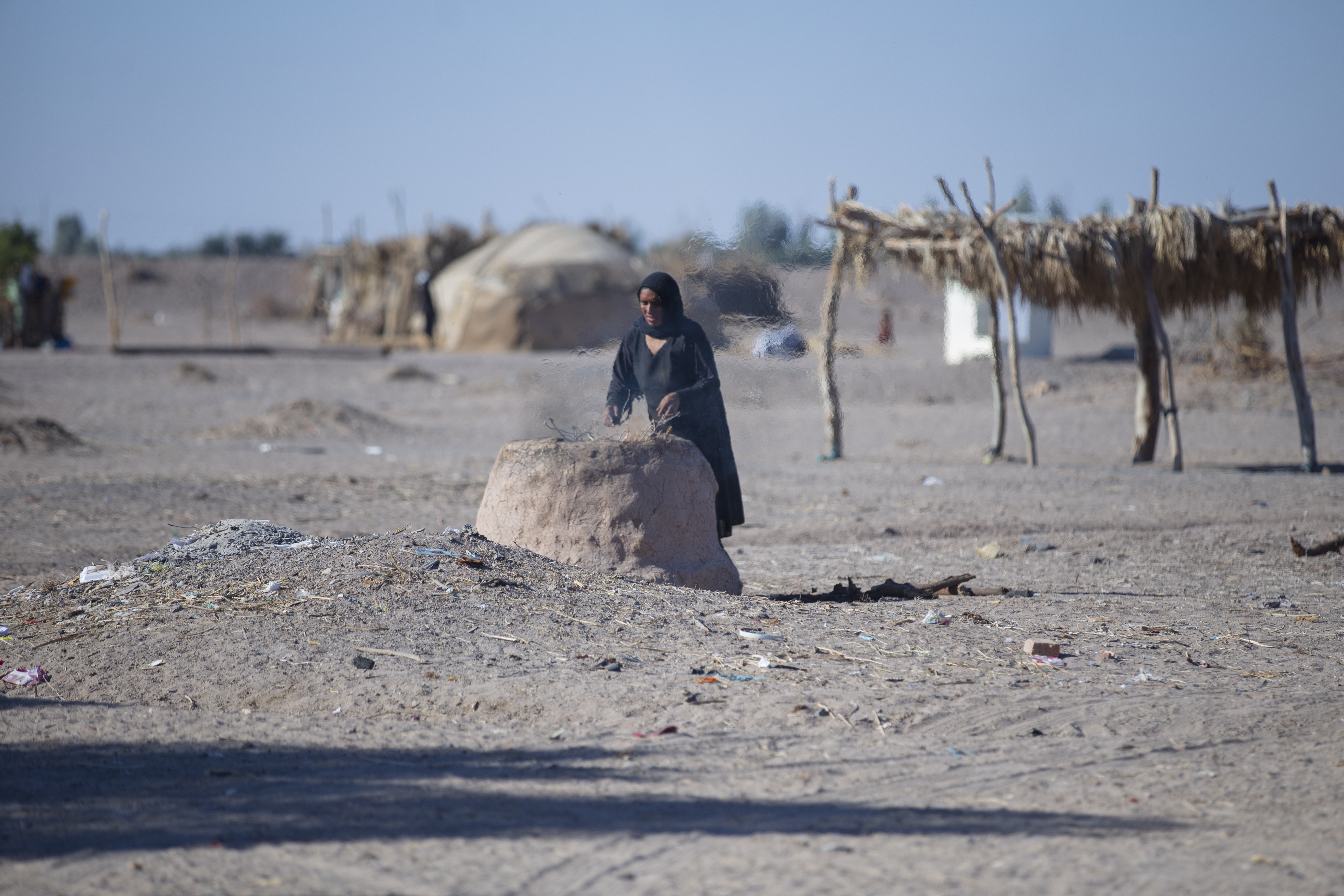
La dura vida de les dones de Balutxistan a l'Iran.

La feminització de la pobresa és un fenomen que es dona als sistemes econòmics capitalistes que descriu la major prevalença de la pobresa entre les dones, especialment als països en desenvolupament. Les seves causes són múltiples però parteixen d'un sistema on no s'ha assolit la igualtat de gènere i on la població femenina realitza la major part de les tasques de cures i domèstiques (no remunerades o mal pagades), en detriment de la seva carrera professional exterior, a banda de les dificultats que ha de vèncer per motius culturals i històrics per disposar d'ingressos propis estables.
El terme va sorgir als anys 70 en relacionar els estudis de gènere amb l'anàlisi econòmica. La primera investigadora que el va emprar va ser Diana Pearce i posteriorment s'ha generalitzat. Actualment es considera que el 70% de les persones pobres del planeta són dones. La tendència és creixent i reflecteix tant les desigualtats de classe i de regió com les de gènere.

## Causes
L'augment de dones pobres està lligat a l'increment de llars monoparentals on l'únic proveïdor és una dona que sosté els seus fills. Com que tradicionalment les dones han accedit a feines pitjor remunerades o són directament excloses d'alguns sectors productius, els ingressos que aporten aquestes mares són insuficients per mantenir el ritme de vida de la seva família, i conseqüentment, creix la pobresa femenina. Aquestes llars han esdevingut monoparentals per diversos motius: perquè el pare ha mort o ha abandonat la seva esposa, per l'auge dels divorcis, per la migració (eminentment masculina en alguns països) que deixa la dona i els fills al lloc d'origen o perquè més dones decideixen tenir descendència en solitari. En els països més empobrits, moltes d'aquestes dones no han triat aquesta situació i es veuen abocades a mantenir la família amb un baix nivell instructiu que els dificulta l'accés al mercat laboral quan el sostenidor principal masculí no és present. El pes horari de la cura de la llar recau exclusivament sobre elles (o fills més grans), fet que accentua aquesta dificultat. La major esperança de vida femenina provoca que hi hagi més vídues sense ingressos, després de dècades dedicades a tenir cura de la casa i la família.
L'educació no és igual entre els gèneres. Les dones accedeixen en menor mesura a l'educació superior (en termes mundials) i això limita el seu salari futur. La major responsabilitat en tasques domèstiques, el matrimoni a una edat més primerenca (amb la procreació i limitació del seu paper públic), el masclisme cultural que associa dones i espai privat o que tem l'apoderament de la dona estan entre els principals factors que expliquen aquestes diferències en la instrucció. Quan una família no pot enviar tots els seus fills a l'escola per motius econòmics (es necessiten mans a casa o no es poden pagar les matrícules), les nenes se sacrifiquen abans que els nens. La manca de seguretat dels camins i instal·lacions escolars en algunes regions provoca que famílies triïn no escolaritzar les seves filles. Fins i tot l'educació diferenciada en molts indrets és una barrera, ja que les classes que reben les nenes no les inclinen a seguir la seva educació sinó que se centren en el seu futur rol domèstic, mentre que les classes per a nens insisteixen en la necessitat de tenir una formació superior per poder tenir un bon treball.
S'anomena sostre de vidre el fenomen que limita la promoció laboral de la dona als llocs de poder empresarial. La bretxa salarial és el fenomen que provoca que cobri menys diners per realitzar la mateixa feina que l'home. És a dir, en els casos on la dona aconsegueix l'accés al mercat laboral en feines competitives, percep un menor salari i té menys possibilitats d'ascendir. La maternitat, amb les baixes que suposa, i els prejudicis culturals empitjoren aquesta situació, que incideix directament en els ingressos que rep la dona. Els sectors tradicionalment associats a dones, com les tasques de neteja, acostumen a estar poc qualificats en comparació amb altres tasques socialment més valorades i eminentment masculines. Aquesta diferència incrementa l'escletxa salarial i provoca que les dones siguin més pobres fins i tot si treballen de manera estable fora de la llar.
Històricament les dones han tingut molt més pes en la cura dels fills. Si no hi ha recursos suficients, les dones redueixen les seves racions de menjar per poder alimentar o proveir d'educació els seus infants. Això provoca un deteriorament en la seva salut que afecta la seva capacitat de treball. Un altre factor sanitari és la desprotecció davant de malalties de transmissió sexual, com la sida, atès que no sempre poden prendre precaucions en mantenir relacions íntimes per condicionaments patriarcals. Així mateix, quan els ingressos familiars són reduïts, els homes acostumen a estalviar petites porcions que els fan poder ser autosuficients o preveure situacions de risc futures, mentre que les dones inverteixen tot el que tenen en els seus fills, disminuint la seva capacitat d'enfrontar-se a emergències. Quan l'home abandona la llar, aquesta manca d'estalvis empobreix el nucli familiar en un cercle viciós que augmenta la dependència econòmica de la dona i la feminització de la pobresa. A més a més, el coneixement financer és menor entre les dones pel seu pobre accés a l'educació i per costums culturals que provoquen que el patrimoni familiar sigui administrat pels seus marits. Per tant, quan es queden soles, administren pitjor els seus minvats ingressos.
La feminització de la pobresa està altament present al sector agrícola. Les dones tenen menys accés a la propietat per motius històrics del sistema económic de mercat. Així, moltes terres pertanyen als homes capitalistes malgrat elles les conreïn en igualtat de condicions. En cas de separació o divorci, sovint la dona no té dret a reclamar-ne l'usdefruit o els drets d'explotació. Els homes capitalistes poden accedir a més préstecs per millorar la maquinària o les llavors. El canvi climàtic ha agreujat aquest panorama, amb collites menys profitoses i més desastres naturals que disminueixen els ingressos de les famílies que depenen de l'agricultura (una gran part de les llars pobres).
La lectura de la religió propicia una desigualtat de gènere que priva les dones de la capacitat de decisió sobre el seu temps o sobre els seus diners, amb desigualtats que inclouen l'àmbit legal. En d'altres casos, el pes de la tradició és superior al dret positiu, de manera que encara que les lleis protegeixin o declarin la igualtat entre els gèneres, aquesta no es compleix perquè la pressió social fomenta el rol subordinat de la dona i està mal vist que treballi o sigui autosuficient.